# Grand-Brassac
Grand-Brassac é uma comuna francesa na região administrativa da Nova Aquitânia, no departamento Dordonha. Estende-se por uma área de 32,53 km². Em 2010 a comuna tinha 550 habitantes (densidade: 16,9 hab./km²).